# زمین‌لرزه ۲۰۲۱ هووتاشن
زمین‌لرزه به بزرگی در مقیاس بزرگای گشتاوری شامگاه شنبه در هووتاشن، استان آرارات در نزدیکی مرز ارمنستان و ترکیه در ۸ کیلومتری شهر ایروان رخ داد.
کانون زمین‌لرزه ۱۳ کیلومتری شهر ایروان بود و سازمان زمین‌شناسی آمریکا کانون این زلزله را کیلومتری شهر اعلام کرد.
مرکز لرزه‌نگاری اروپا-مدیترانه اعلام کرد که زمین لرزه ای به بزرگی ۴٫۷ ریشتر بعد از ظهر شنبه در ارمنستان به ثبت رسیده‌است. مرکز زمین لرزه در ۱۲ کیلومتری ایروان، پایتخت جمهوری ارمنستان واقع شده و مرکز این زمین لرزه در عمق ۲ کیلومتری زمین قرار دارد. این زمین‌لرزه منجر به بیرون آمدن مردم از منازل خود شده‌است.
بر طبق گزارش مرکز لرزه‌نگاری مؤسسه ژئوفیزیک دانشگاه تهران این زمین‌لرزه در ساعت ۱۴:۵۹:۲۱ به وقت محلی ایران در طول جغرافیایی ۴۴٫۴۲ عرض جغرافیایی: ۴۰٫۰۱ و در عمق ۵ کیلومتری زمین رخ داده‌است. ۱ نفر نیز زخمی شده‌است.
اشاره شده که لرزش‌ها در حدود ساعت ۱۵:۲۹ دقیقه و به مدت چند ثانیه رخ داده‌است که پس از این لرزها مشکلات در شبکه‌های اجتماعی بوجود آمده‌است.
ایروان نزدیک‌ترین شهر به کانون زلزله (۱۳ کیلومتر) بود. عمق زمین لرزه ۱۰ کیلومتر بوده.
این زمین لرزه در شهرهای شمالی استان آذربایجان غربی ایران همچون بازرگان و همچنین شهرستان پلدشت نیز احساس شده‌است.
نیکول پاشینیان، نخست‌وزیر ارمنستان در این باره در صفحه فیس بوک خویش اعلام کرده‌است که بر اثر این زمین لرزه خسارت جدی به منطقه وارد نشده و تنها یک نفر به‌طور سطحی مصدوم شده‌است. وزارت شرایط اضطراری ارمنستان شامگاه شنبه طی بیانیه‌ای اعلام کرد: زمین لرزه‌ای به بزرگی ۴٫۷ ریشتر در فاصله ۸ کیلومتری جنوب غربی ایروان پایتخت این کشور را تکان داد.
این زمین لرزه در عمق ۱۰ کیلومتری زمین رخ داده و حدود ۲۰ پس لرزه پس از آن ثبت شده‌است.

## کانون زلزله
- کانون زمین‌لرزه از توابع استان آرارات و در ۱۳ کیلومتری جنوب شهر ایروان، و عمق این زمین‌لرزه کیلومتری زمین گزارش شده‌است.
- بنا به گزارش سازمان زمین‌شناسی آمریکا کانون این زلزله در ۱۳ کیلومتری جنوب شهر ایروان و عمق زلزله ۱۰ کیلومتری از سطح زمین بوده‌است.

### مشخصات
تاریخ و زمان وقوع به وقت محلی:
طول جغرافیایی: ۴۰٫۰۲۷
عرض جغرافیایی: ۴۴٫۴۵۹
عمق زمین لرزه: ۱۰ کیلومتر
۱۳ کیلومتری جنوب ایروان
نزدیک‌ترین شهرهای ایران به مرکز زمین‌لرزه:
- ۶۸ کیلومتری بازرگان، آذربایجان غربی (در ایران)
- ۷۸ کیلومتری آواجیق
- ۷۹ کیلومتری ماکو

## پس‌لرزه‌ها
این زلزله حدود ۲۰ پس لرزه داشته‌است.